# برنادت بروتن
برنادت بروتن (انگلیسی: Bernadette Brooten؛ زادهٔ ۱ ژانویهٔ ۱۹۵۱) مورخ، و استاد دانشگاه اهل ایالات متحده آمریکا است.
وی همچنین برندهٔ جوایزی همچون برنامه یاران مک‌آرتور شده‌است.